# Szita Zoltán
Szita Zoltán (Veszprém, 1998. február 10. –) magyar válogatott kézilabdázó, balátlövő, a Wisła Płock játékosa.

## Pályafutása

### Klubcsapatokban
Szita Zoltán szülővárosának csapatában, a Telekom Veszprémben kezdett kézilabdázni. 2017 nyarán a Balatonfüredi KSE csapatához került kölcsönbe. Teljesítménye alapján 2017 legjobb ifjúsági játékosának választották. A 2017-2018-as szezonban bronzérmet szerzett csapatával a Magyar Kupában. A Csurgó elleni mérkőzésen csapata egyik legjobbjaként öt gólt szerzett. Balatonfüredi színekben két szezon alatt 47 mérkőzésen lépett pályára, amelyekben 170 gólt szerzett és játszott kilenc EHF-kupa-találkozót is, amelyeken 39 gólt szerzett. 2019 nyarán a lengyel Wisła Płock csapatához írt alá, amely első évre kölcsönbe szerződtette a magyar átlövőt, 2020 nyarától pedig véglegesen kivásárolta veszprémi szerződéséből Szitát. A lengyel csapat színeiben bemutatkozhatott a Bajnokok Ligájába is, ahol az első nyolc csoportmérkőzésen 26 gólt szerzett. A 2019-2020-as szezonban 33 tétmérkőzésen 101 gólt szerzett. 2020 októberében szerződését 2023 nyaráig meghosszabbította a Plockkal.
2021 májusában hivatalosan is megerősítették, hogy Szita a 2022–2023-as idénytől visszatér Magyarországra, ahol a MOL Pick Szeged játékosa lett. A magyar csapatnál első évben többször nem saját posztján, hanem szélsőként vetette be edzője Juan Carlos Pastor. 2024 nyarán visszatért előző klubjához, a lengyel bajnoki címvédő Wisła Płockhoz. 2024. szeptember 7-én Lengyel Szuperkupát nyert a Plockkal, a döntőben a nagy rivális Kielcét 27–23-ra legyőzve.

### A válogatottban
2017-ben junior világbajnoki ötödik helyezett volt a magyar korosztályos válogatottal. A magyar válogatottban 2017. június 15-én mutatkozott be egy Lettország elleni mérkőzésen. Részt vett a 2019-es férfi kézilabda-világbajnokságon. A Dánia elleni középdöntős mérkőzésen öt gólt szerezve a magyar csapat egyik legjobbja volt.
Tagja volt a 2021-es világbajnokságon 5. helyezett csapatnak.

## Sikerei, díjai
- Lengyel bajnok: 2025
- Lengyel kupa győztes: 2022

Egyéni elismerései
- Az év legjobb magyar férfi junior kézilabdázója: 2019[15]